# Кім Ділейні
Кім Ділейні (англ. Kim Delaney; нар. 29 листопада 1961) — американська акторка, найбільш відома за роллю в телесеріалі «Поліція Нью-Йорка», який приніс їй премію «Еммі» в категорії «Найкраща актриса другого плану в драматичному телесеріалі» в 1997 році. Також знялася в серіалах «Всі мої діти», «Філадельфія» та «C.S.I.: Місце злочину Маямі», а з 2007 по 2012 року виконувала головну роль у телесеріалі каналу Lifetime «Армійські дружини».

## Кар'єра
Кім Ділейні розпочала кар'єру в денній мильній опері «Всі мої діти», де грала роль Дженні Нельсон Гарднер з 1981 по 1984 рік. Вона отримала премію як найкраща дебютантка, 1983 року була номінована на Денну премію «Еммі». Досягнувши популярності, Ділейні покинула мильну оперу заради зйомок у фільмах, серед яких були «Це було тоді… Це є і зараз» (1985) з Еміліо Естевесом та «Загін «Дельта»» (1986) з Чаком Норрісом. У 1989—1990 роках вона виконувала одну з головних ролей у серіалі «Службове відрядження», а в наступні кілька років головним чином, грала головні ролі в різних телефільмах.
У 1995 році Ділейні почала грати роль детективки Діани Рассел у телесеріалі «Поліція Нью-Йорка». Серіал став хітом і законодавцем у жанрі поліцейських шоу, а Ділейні отримувала гарні відгуки критики та в 1997 році виграла премію «Еммі» за найкращу жіночу роль другого плану в драматичному телесеріалі за свою роль, а також була номінована на нагороду у 1998 та 1998 роках. Також вона отримала низку інших нагород, двічі номінувалася на премію «Золотий глобус» за найкращу жіночу роль у телевізійному серіалі — драма та сім разів на Премію Гільдії кіноакторів США. У 2001 році Ділейні залишила шоу, щоб зіграти головну роль у власному серіалі «Філадельфія», який тривав лише один сезон, хоч і був позитивно відзначений критикою.
У 2003 році Кім Ділейні ненадовго повернулася до «Поліції Нью-Йорка», а потім виконала головну роль у мінісеріалах « 10,5 балів» (2004) та «10.5 балів: Апокаліпсис» (2006).
У 2006 році вона знялася в мінісеріалі «Кошмари та сновидіння» за оповіданнями Стівена Кінга, а наступного року була запрошеною зіркою у двох епізодах серіалу "Закон і порядок: Спеціальний корпус".
З 2007 по 2012 рік Кім Ділейні виконувала роль головної героїні Клаудії Джой Голден у серіалі "Армійські дружини". Вона залишила серіал у 2012 році після шести сезонів.

## Особисте життя
Кім Ділейні була одружена двічі. В другому шлюбі 1990 року народила сина Джона Філіпа Кортезе.
У 2002 році Ділейні була заарештована в Малібу, Каліфорнія, за підозрою у водінні у нетверезому стані після того, як відмовилася пройти перевірку алкотестером. За домовленістю зі стороною обвинувачення її було засуджено на два роки умовно.

## Фільмографія
| Рік       |    | Українська назва                               | Оригінальна назва                                     | Роль                                   |
| --------- | -- | ---------------------------------------------- | ----------------------------------------------------- | -------------------------------------- |
| 1981—1984 | с  | Всі мої діти                                   | All My Children                                       | Дженні Нельсон Гарднер                 |
| 1983      | тф | Насамперед                                     | First Affair                                          | Кеті                                   |
| 1985      | ф  | Це було тоді... Це є і зараз                   | That Was Then... This Is Now                          | Кеті Карлсон                           |
| 1986      | с  | Зрівняльник                                    | The Equalizer                                         | Саллі Енн Картер                       |
| 1986      | ф  | Загін «Дельта»                                 | The Delta Force                                       | сестра Мері                            |
| 1986      | ф  | Кров мисливця                                  | Hunter's Blood                                        | Мелані                                 |
| 1986      | с  | Готель                                         | Hotel                                                 | Марі Локхарт                           |
| 1987      | ф  | Людина з кампусу                               | Campus Man                                            | Дейна Томас                            |
| 1987      | тф | Перрі Мейсон: Справа про зловісну примару      | Perry Mason: The Case of the Sinister Spirit          | Сьюзен                                 |
| 1987      | тф |                                                | Cracked Up                                            | Джекі                                  |
| 1987      | с  | Закон Лос-Анджелеса                            | L.A. Law                                              | Леслі Клейнберг                        |
| 1987      | с  | Хуперман                                       | Hooperman                                             | ім'я персонажки невідоме               |
| 1987      | тф | Різдво приходить у Віллоу Крик                 | Christmas Comes to Willow Creek                       | Джессі                                 |
| 1988      | ф  | Бродяга                                        | The Drifter                                           | Джулія Роббінс                         |
| 1988      | с  | Щось не звідси                                 | Something Is Out There                                | Менді Естабрук                         |
| 1988      | тф | Прийміть моїх дочок, будь ласка,               | Take My Daughters, Please                             | Івен                                   |
| 1989      | с  | Службове відрядження                           | Tour of Duty                                          | Алекс Девлайн                          |
| 1990      | с  | Байки зі склепу                                | Tales from the Crypt                                  | Глорія Філдінг                         |
| 1991      | ф  | Затяжний постріл                               | Hangfire                                              | Марія Монтоя Слейтон                   |
| 1991      | ф  | Частини тіла                                   | Body Parts                                            | Карен                                  |
| 1992      | ф  | Розірвані узи                                  | The Broken Cord                                       | Сюзанна                                |
| 1992      | с  | П'ятий кут                                     | The Fifth Corner                                      | Еріка Фонтейн                          |
| 1992      | тф | Леді Босс                                      | Lady Boss                                             | Лакі Сантанджело                       |
| 1993      | тф | Зникнення Христини                             | The Disappearance of Christina                        | Ліллі Крофт                            |
| 1994      | в  | Містична сила                                  | The Force                                             | Сара Флінн                             |
| 1995      | ф  | Металевий звір                                 | Project: Metalbeast                                   | Анна де Карло                          |
| 1995      | тф | Високий, темний та смертоносний                | Tall, Dark and Deadly                                 | Меггі Спрінгер                         |
| 1995      | в  | Людина пітьми 2                                | Darkman II: The Return of Durant                      | Джилл Рендалл                          |
| 1995      | в  | Маньяк                                         | Serial Killer                                         | Селбі                                  |
| 1995      | ф  | Спокусниця                                     | Temptress                                             | Карін Суонн                            |
| 1995—2003 | с  | Поліція Нью-Йорка                              | NYPD Blue                                             | детективка Діана Рассел                |
| 1996      | тф | Все ближче та ближче                           | Closer and Closer                                     | Кейт Сондерс                           |
| 1997      | тф |                                                | All Lies End in Murder                                | Meredith 'Mere' Scialo                 |
| 1997      | тф | Дитина диявола                                 | The Devil's Child                                     | Нікі де Марко                          |
| 2000      | ф  | Місія на Марс                                  | Mission to Mars                                       | Меггі МакКоннелл                       |
| 2001      | тф | Кохання та зрада                               | Love and Treason                                      | лейтенантка Кейт Тіммонс               |
| 2001—2002 | с  | Філадельфія                                    | Philadelphiya                                         | Кетлін Магуайр                         |
| 2002      | с  | C.S.I.: Місце злочину Маямі                    | CSI: Miami                                            | Меган Доннер                           |
| 2004      | тф | Садбері                                        | Sudbury                                               | Саллі Овенс                            |
| 2004      | тф | Невірність                                     | Infidelity                                            | Даніель Монтет                         |
| 2004      | тф | 10.5 балів                                     | 10.5                                                  | лікарка Саманта "Сем" Гілл             |
| 2005      | с  | Чужа сім'я                                     | The O.C.                                              | Ребека Блум                            |
| 2006      | тф | 10.5 балів: Апокаліпсис                        | 10.5: Apocalypse                                      | доктор Саманта "Сем" Гілл              |
| 2006      | с  | Кошмари та сновидіння: З історій Стівена Кінга | Nightmares & Dreamscapes: Від Stories of Stephen King | Мері Рівінгем                          |
| 2007      | с  | Закон і порядок: Спеціальний корпус            | Law & Order: Special Victims Unit                     | капітанка Джулія Мілфілд               |
| 2007—2012 | с  | Армійські дружини                              | Army Wives                                            | Клаудія Джой Голден                    |
| 2011      | тф | Пошук сім'ї                                    | Finding a Family                                      | Ілеана                                 |
| 2015      | с  | Апоматокс                                      | To Appomattox                                         | Мері Тодд Лінкольн                     |
| 2018      | с  | Пожежники Чикаго                               | Chicago Fire                                          | Мати Келлі Северайд, Дженніфер Шерідан |
| 2020—-    | с  | Головний госпіталь                             | General Hospital                                      | Джекі Темплтон                         |